# قائمة الكنائس في سوريا
قائمة الكنائس في سوريا 

## الكاتدرائيات في سوريا
كاتدرائية سيدة النياح - الشارع المستقيم- حارة الزيتون - دمشق
- كاتدرائية القديس جاورجيوس - الميدان - حلب
- الكاتدرائية المريمية - باب توما - دمشق
- كاتدرائية مار جرجس البطريركية للسريان الأرثوذكس - باب توما - سفل التلة - دمشق
- كاتدرائية مار بطرس وبولص للسريان الأرثوذكس-معرة صيدنايا/سورية.

## الكنائس في سوريا

### كنائسدمشق
انظر أيضا: قائمة كنائس دمشق
- الكاتدرائية المريمية - باب توما
- كاتدرائية سيدة النياح - باب توما
- كاتدرائية سلطانة العالم - باب توما
- كاتدرائية القديس سركيس - باب توما
- كاتدرائية مار جرجس - باب توما
- كاتدرائية القديس بولس - باب توما
- كنيسة القديس حنانيا - باب توما
- كنيسة القديس يوحنا الدمشقي - باب توما
- كنيسة القديسة تيريزا - باب توما
- كنيسة بولس الرسول - باب توما
- كنيسة القديس منصور دي بول - باب توما
- كنيسة سيدة الانتقال - باب توما
- كنيسة الناصري الانجيلية - باب توما
- كنيسة الإنجيلية المشيخية الوطنية - باب توما
- دير راهبات الراعي الصالح - باب توما
- كنيسة الصليب المقدس - القصاع
- كنيسةالقديس كيرلس - القصاع
- كنيسة سيدة فاطمة - القصور
- كنيسة سيدة دمشق - القصور
- كنيسة السيدة العذراء - القصور
- كنيسة يسوع نور العالم - القصور
- كنيسة القديس جاورجيوس - التجارة
- كنيسة مار مخائيل - التجارة
- كنيسة القديس جاورجيوس - الميدان
- كنيسة سيدة النياح - الميدان
- كنيسة القديس مار الياس الحي - الطبالة
- كنيسة يسوع العامل - الدويلعة
- كنيسة القديس بولس الرسول - الطبالة
- كنيسة القديس يوسف - الطبالة
- كنيسة إبراهيم الخليل - الدويلعة
- كنيسة النعمة الانجيلية - جرمانا
- كنيسة الاتحاد المسيحي الانجيلية يسوع نور العالم  - جرمانا
- كنيسة القديس يوحنا الدمشقي - أبو رمانة
- كنيسة القديس انطوان البادوي - الشعلان
- كنيسة القديس يوحنا بوسكو - الطلياني
- كنيسة اغناطيوس - المالكي
- كنيسة القديس ديمتريوس - السبكي
- كنيسة القديس نيقولاوس - المزة
- كنيسة القديسان بطرس وبولس - مشروع دمر
- كنيسة سيدة البشارة - برزة مسبق الصنع

### كنائسريف دمشق
- كاتدرائية القديسيين قسطنطين وهيلانة - يبرود
- كنيسة السيدة - يبرود
- كنيسة القديس أسطفانوس - يبرود
- كنيسة سيّدة النجاة - يبرود
- كنيسة الحبَل الطاهر - يبرود
- كنيسة سيدة الحبل بلا دنس - يبرود
- دير القديسة تقلا - معلولا
- دير سرجيوس وباخوس - مار سركيس - معلولا
- كنيسة القديس إلياس - معلولا
- كنيسة القديسة بربارة - معلولا
- كنيسة القديس لاونديوس - معلولا
- مزار القديس سابا - معلولا
- مزار القديس توما الرسول - معلولا
- مزار القديس شربين - معلولا
- كنيسة قزما ودميانوس - معلولا -
- كنيسة القديس جاورجيوس - معلولا
- دير سيدة صيدنايا - صيدنايا
- دير الشيروبيم - صيدنايا
- دير القديس جاورجيوس - صيدنايا
- دير مار توما - صيدنايا
- دير القديس جاورجيوس - صيدنايا
- كنيسة التجلي - صيدنايا
- كنيسة آجيا صوفيا - صيدنايا
- كنيسة القديس بطرس - صيدنايا
- دير القديس يوحنّا المعمدان - صيدنايا
- مزار القديسة تقلا - صيدنايا
- كنيسة السيدة العذراء - صيدنايا -
- كنيسة القديس موسى الحبشي - صيدنايا
- دير مار الياس الحي - معرة صيدنايا
- دير مار افرام السرياني - معرة صيدنايا
- كاتدرائية مار بطرس وبولص للسريان الأرثوذكس- المقر البطريركي-معرة صيدنايا-سورية.
- كنيسة مار الياس الحي للروم الكاثوليك - معرة صيدنايا
- كنيسة مار الياس الحي للروم الأرذودكس - معرة صيدنايا
- دير القديس خريستوفورس - معرة صيدنايا
- دير القديس بولس الرسول البطريركي - جديدة عرطوز
- كنيسة القديس جاورجيوس للروم الأرذودكس - جديدة عرطوز
- كنيسة القديس جاورجيوس للروم الكاثوليك - جديدة عرطوز
- كنيسة يسوع نور العالم - جديدة عرطوز
- دير مار موسى الحبشي - النبك
- كنيسة الوردية المقدسة - النبك
- كنيسة القديس جاورجيوس - النبك
- كنيسة الإنجيلية المشيخية الوطنية - النبك
- دير يعقوب المقطع - قارة
- كنيسة القديس سرجيوس - قارة
- كنيسة الملاك ميخائيل - قارة
- كنيسة السيدة -دير عطية
- كنيسة السيدة العذراء -دير عطية
- كنيسة مار تقلا -داريا
- كنيسة القديس بولس -داريا
- كنيسة مارالياس -صحنايا
- كنيسة مارالياس -قطنا
- كنيسة سيدة النجاة -قطنا
- كنيسة الناصري الإنجيلية - قطنا
- كنيسة مار الياس للروم الأرذودوكس - حينة
- كنيسة مار الياس للروم الكاثوليك - حينة
- كنيسة القديس جاورجيوس - عين الشعرة
- كنيسة الإنجيلية المشيخية الوطنية - عين الشعرة
- كنيسة القديس جاورجيوس - عرنه
- كنيسة القديس جاورجيوس - بلودان
- كنيسة السيدة - بلودان
- الكنيسة لانجيلية الوطنية - بلودان
- كنيسة الناصري - بلودان
- كنيسة سيدة النياح - الزبداني
- كنيسة مار الياس - الزبداني
- دير راهبات المحبّة (اللعازريات) - الزبداني
- كنيسة سيدة السلام - حرستا
- كنيسة القديس جاورجيوس - عربين
- كنيسة القديس جرمانوس - جرمانا
- كنيسة القديس أنطونيوس الكبير - جرمانا
- كنيسة القديس يوسف البتول - جرمانا

### كنائس طرطوس
- كنيسة الاتحاد المسيحي الانحيلية يسوع مخلص العالم -طرطوس الحمرات
- كنيسة القديس جاورجيوس القديمة (للموارنة) - ضهر صفرا- طرطوس
- كنيسة القديس جاورجيوس الجديدة (للموارنة) - ضهر صفرا- طرطوس
- كاتدرائية طرطوس المنشية - طرطوس
- كنيسة سيدة طرطوس - الحمرات - طرطوس
- كنيسة القديس دانيال - الحمرات - طرطوس
- كنيسة سيدة الجبال (للكلدان) - البطار- طرطوس
- كنيسة سيدة البحار (للموارنة) - الخراب- طرطوس
- كنيسة سيدة الجميز (للموارنة) - الخراب- طرطوس
- كنيسة سيدة البطار - البطار- طرطوس
- كنيسة رقاد السيدة - السودا
- كنيسة ميلاد السيدة العذراء - السودا
- كنيسة القديس جاورجيوس - الجديدة
- كنيسة القديس إغناطيوس - دوير طه
- كنيسة النبي إلياس - بعشتر (تابعة للسودا)
- كنيسة القديسين يطرس وبولس - متن الساحل
- كنيسة النبي يوحنا المعمدان - متن الساحل
- كنيسة القديس جاورجيوس - الروضة
- كنيسة الحارة - الكفرون
- كنيسة مار جرجس - الحريشة
- كنيسة القديس نيقولاوس - صافيتا
- كنيسة القديس يوحنا المعمدان - صافيتا
- كنيسة القديسين بطرس وبولس - صافيتا
- كنيسة القديسين قزما وداميانوس - صافيتا
- كنيسة رقاد السيدة- صافيتا
- كنيسة القديس بولس - صافيتا
- كنيسة مار ميخائيل - صافيتا / البرج
- كنيسة السيدة - بصرصر
- كنيسة رقاد السيدة - حابا
- كنيسة القديس يوحنا المعمدان - عين الريحانة
- كنيسة القديس سمعان العمودي - حابا
- كنيسة النبي الياس - مشتى الحلو
- كنيسة النبي الياس - جنين
- كنيسة رقاد السيدة - اليازدية
- كنيسة القديس ديمتريوس - طرطوس
- كنيسة رقاد السيدة - الخراب
- كنيسة القديس اسبيريدون العجائبي - الريحانية
- كنيسة القديس ميخائيل - عين الجرن
- كنيسة عاصون - عين الجرن
- كنيسة الأقمار الثلاثة - عين الزبدة
- كنيسة القديس جاورجيوس - الجويخات
- كنيسة القديس يوحنا المعمدان - الجويخات
- كنيسة النبي الياس - كفرون رفقة
- كنيسة القديس يوحنا المعمدان - كفرون بدرة
- كنيسة القديس أثناسيوس - خربة الجب
- كنيسة القديسين بطرس وبولس - عين دابش
- كنيسة القديس جاورجيوس - بيت شباط
- كنيسة بغمليخ - قرية بغمليخ
- دير التجلّي - قرية التفاحة

### كنائسحلب
انظر أيضا: قائمة كنائس حلب
- كنيسة الاتحاد المسيحي الانجيلية - الفيلات - حلب
- كنيسة الشهداء للأرمن الانجيليين - تلفون هوائي - حلب
- كنيسة بيت إيل للأرمن الإنجيليين - تلفون هوائي - حلب
- كنيسة مار يوسف للكلدان الكاثوليك - الفيلات - حلب
- كنيسة يسوع الناصري الإنجيلية الأرمنية - الميدان - حلب
- الكنيسة الإنجيلية المشيخية - الجديدة - حلب
- الكنيسة المعمدانية الإنجيلية - السريان الجديدة - حلب
- كنيسة عمانوئيل للأرمن الإنجيليين - المنشية - حلب
- كنيسة القديس يوسف - الحمدانية - محافظة حلب
- كنيسة الاربعين شهيد - الجديدة / حلب - محافظة حلب
- كنيسة العذراء مريم - الجديدة / حلب - محافظة حلب
- كنيسة رقاد السيدة العذراء - الجديدة / حلب - محافظة حلب
- كنيسة قصر البنات - جبل الحلقة - محافظة حلب
- كنيسة ست الروم - جبل الحلقة - محافظة حلب
- كنيسة زرزيتا - جبل الحلقة - محافظة حلب
- كنيسة فدره - جبل الحلقة - محافظة حلب
- كنيسة برج السبع - جبل الحلقة - محافظة حلب
- كنيسة الدانا الشمالية - جبل الحلقة - محافظة حلب
- كنيسة تل عبقرين - جبل الحلقة - محافظة حلب
- كنيسة قصر المدخر - جبل الحلقة - محافظة حلب
- كنيسة باب لهوى - جبل الحلقة - محافظة حلب
- كنيسة بردقلي - جبل الحلقة - محافظة حلب
- كنيسة تل عادة - جبل الحلقة - محافظة حلب
- كنيسة ترامانين - جبل الحلقة - محافظة حلب
- كنيسة كفر حوار - جبل الحلقة - محافظة حلب
- كنيسة المشبك - جبل سمعان - محافظة حلب
- كنيسة سمخار - جبل سمعان - محافظة حلب
- كنيسة كفر انطين - جبل سمعان - محافظة حلب
- كنيسة بطوطة - جبل سمعان - محافظة حلب
- كنيسة سرقانيا - جبل سمعان - محافظة حلب
- كنيسة برمكة - جبل سمعان - محافظة حلب
- كنيسة فافرتين - جبل سمعان - محافظة حلب
- كنيسة بازيهر - جبل سمعان - محافظة حلب
- كنيسة خراب الشهد - جبل سمعان - محافظة حلب
- كنائس شيخ سلمان - جبل سمعان - محافظة حلب
- كنيسة مار آسيا الحكيم - حلب الجديدة - محافظة حلب
- كاتدرائية سيدة الانتقال - العزيزية / حلب ↔سيدة الانتقال
- كنيسة القديسة تيريزيا - السريان - محافظة حلب
- كنيسة الللاتين - العزيزية - محافظة حلب
- كنيسة السيدة - الجديدة / حلب - محافظة حلب
- كاتدرائية النبي الياس - الفيلات / حلب ↔كاتدرائية النبي الياس
- كاتدرائية مار الياس - ساحة فرحات / حلب ↔كاتدرائية مار الياس
- كاتدرائية السيدة مريم ام المعونات - العزيزية / حلب ↔ السيدة مريم ام المعونات
- كنيسة برج القس - جبل سمعان - محافظة حلب
- كنيسة باشمرة - جبل سمعان - محافظة حلب
- كنيسة دير مشمش - جبل سمعان - محافظة حلب
- كنيسة صوغانه - جبل سمعان - محافظة حلب
- كنيسة كالوتا - جبل سمعان - محافظة حلب
- كنيسة براد - جبل سمعان - محافظة حلب
- كنيسة دير بناسطور - جبل سمعان - محافظة حلب
- كنيسة كيمار - جبل سمعان - محافظة حلب
- كنيسة باصوفان - فوقاس / جبل سمعان - محافظة حلب
- كنيسة برج حيدر - جبل سمعان - محافظة حلب
- كنيسة القديسة تقلا - جبل سمعان - محافظة حلب
- كنيسة كفر نابو - جبل سمعان - محافظة حلب
- كاتدرائية مار افرام السرياني - السليمانية / حلب ↔كاتدرائية مار افرام السرياني
- كنيسة مار جرجس الشهيد للسريان الأرثوذكس- السريان القديم /حلب
- كنيسة سيدة السريان - السريان الجديدة / حلب
- كنيسة منديل السيد المسيح للسريان الأرثوذكس-السريان القديم /حلب

### كنائسادلب
- كنيسة السيدة العذراء للروم الأرثوذكس - شارع الكنيسة - ادلب
- الكنيسة الإنجيلية الوطنية - شارع الكنيسة - ادلب
- كنيسة قلب لوزة - جبل باريشا - محافظة ادلب
- كنيسة القديس يوسف الفرنسيسكانية - القنية - محافظة ادلب
- كنيسة الحبل بلا دنس الفرنسيسكانية - اليعقوبية - محافظة ادلب
- كنيسة الغسانية الفرنسيسكانية - الغسانية - محافظة ادلب
- كنيسة اللاتين الفرنسيسكانية - جسر الشغور - محافظة ادلب
- دير النبي يوحنا المعمدان للروم الأرثوذكس - الجديدة - محافظة ادلب
- كنيسة الروم الأرثوذكس - الغسانية - محافظة ادلب
- كنيسة الروم الأرثوذكس - جسر الشغور - محافظة ادلب
- بالإضافة لوجود آثار كنيسة واحدة أو دير على الأقل في كل مدينة من المدن المنسية الـ 800

### كنائسحمص
• كنيسة مار الياس الغيور - حواش - حمص
• كنيسة يوحنا الذهبي الفم - حواش - حمص
• كنيسة مار ميخائيل - حواش - حمص
• كنيسة السيدة العذراء - حواش - حمص
- نيسة يسوع نور العالم / الاتحاد المسيحي الانجيلية -حمص بستان الديوان
- الكنيسة الانجيلية المشيخية الوطنية - حمص بستان الديوان
- كنيسة يسوع نور العالم / الاتحاد المسيحي الانجيلية - حمص الأظن
- كنيسة مار شربل حمص الارمن
- أبرشية مار مارون حمص الآظن
- كنيسة سيدة النجاة جبل الحلو -أوتان
- كنيسة مار الياس - عين الراهب - محافظة حمص
- دير وكنيسة القديس بطرس - مرمريتا - محافظة حمص
- كنيسة رقاد السيدة للروم الكاثوليك - كفرا - محافظة حمص
- الكنيسة الانجيلية المشيخية الوطنية - فيروزة - محافظة حمص
- كنيسة الاتحاد المسيحي الانجيلية - فيروزة - محافظة حمص
- كنيسة سيدة النجاة - زيدل - محافظة حمص
- كنيسة السيدة العذراء - زيدل - محافظة حمص
- كنيسة مار تيواداروس - صدد - محافظة حمص
- كنيسة مار جرجس - صدد - محافظة حمص
- كنيسة مار برصوم - صدد - محافظة حمص
- كنيسة مار ميخائيل - صدد - محافظة حمص
- كنيسة مار يوسف - الحفر - محافظة حمص
- كنيسة مار برصوم - الحفر - محافظة حمص
- كنيسة سيدة البشارة الشحارة - المزينة - محافظة حمص
- كنيسة مار الياس عين الراهب - محافظة حمص
- كنيسة السيدة العذراء - عين الراهب - محافظة حمص
- كنيسة القديس جاورجيوس - الحمرا - محافظة حمص
- كنيسة التجلي - كفرام - محافظة حمص
- كنيسة السيدة العذراء - رباح - محافظة حمص
- كاتدرائية سيدة السلام -حمص
- كنيسة الروح القدس - الحميدية / حمص ↔كاتدرائية الروح القدس
- كنيسة أم الزنار - بستان اليوان / حمص ↔كاتدرائية ام الزنار
- كنيسة مار يوحنا المعمدان - قطينة - "محافظة حمص "
- كنيسة القديسة بربارة - الجوانيات -وادي النصارى - "محافظة حمص "
- كنيسة قلب يسوع الاقدس - فيروزة
- كنيسة مار الياس للسريان الأرثوذكس - فيروزة - محافظة حمص
- كنيسة مار جرجس للسريان الأرثوذكس - فيروزة - محافظة حمص
- كنيسة السيدة العذراء - فيروزة - محافظة حمص
- الكنيسة المعمدانيّة الإنجيليّة في وادي النصارى - المزرعة
- الكنيسة المعمدانيّة الإنجيليّة - حيّ العدويّة - حمص
- كنيسة الاتّحاد المسيحيّة الإنجيليّة - مرمريتا
- كنيسة مار ضومط -مقعبرة حارة مار ضومط

الكنائس في حماة 
مطرانية السريان الكاثوليك -حماة

### كنائسالحسكة
- كنيسة مارجرجس للسريان الاورثوذكس - شارع القاهرة - وسط المدينة - مدينة الحسكه
- كنيسة يسوع الملك للكلدان الكاثوليك بالحسكة - شارع القاهرة - وسط المدينة - مدينة الحسكه
- الكنيسة الآشورية - بالقرب من الكراج - مدينة الحسكه
- كنيسة سيدة الأنتقال للسريان الكاثوليك - شارع النهضة - وسط المدينة - مدينة الحسكه
- كنيسة العائله المقدسه للأرمن الكاثوليك - شارع الخابور - وسط المدينة - مدينة الحسكه
- الكنيسة الانجيلية المشيخية - شارع النهضة - وسط المدينة - مدينة الحسكه
- كنيسة الأرمن الاورثوذكس - وسط المدينة - مدينة الحسكه
- كنيسة يسوع نور العالم - بالقرب من الكراج - مدينة الحسكه
- كنيسة العذراء - حي الناصره - مدينة الحسكه
- دير السيده العذراء للسريان الاورثوذكس - قرية (تل ورديات) - مدينة الحسكه
- دير ما جرجس للكلدان الكاثوليك - قرية (تل عربوش) - مدينة الحسكه
- كنيسة القديس يوسف - مدينة الحسكه
- كنيسة العذراء - المالكية
- كنيسة مارت شوشان - الحكمية - محافظة الحسكة
- الكنيسة الانجيلية المشيخية - المالكية
- كنيسة القديس مار كيواركيس - المالكية
- كنيسة مار يعقوب النصيبيني - المالكية
- كنيسة القديس مار دودو - المالكية
- كنيسة القديسة مارت شموني - المالكية
- كنيسة العذراء - بره بيت - المالكية
- كنيسة كيواركيس - المالكية
- كنيسة مار آحو للسريان الأرثوذوكس ، قرية سليمان ساري ، ناحية اليعربية.
- كنيسة العذراء - تل نصري الآشورية ولطو
- كنيسة العذراء - تل رمان فوقاني الآشورية باز
- كنيسة مار ساوا - تل طويل الآشورية بني رومتا
- كنيسة مار شمعون برصباعي - أبو تينة الآشورية جيلو
- كنيسة مار زيا - تل كوران الآشورية جيلو
- كنيسة مار كيوركيس - قبر شامية الآشورية ديز
- كنيسة ربن بثيون - تل هرمز الآشورية تخوما
- كنيسة مار شليطا - ام غركان الآشورية تخوما
- كنيسة مار كيوركيس تل عربوش اربوش الآشورية
- كنيسة مار يوخنا - تل دمشيج الآشورية
- كنيسة مار قرياقس - تل فيضة الآشورية نوجيايي
- كنيسة الصليب - تل طلعة الآشورية سارناه
- كنيسة مار كيوركيس - تل مغاص الآشورية
- كنيسة مار قرياقس - تل مخاضة الآشورية
- كنيسة مار يونان - تل جزيرة الآشورية ايالناي
- كنيسة مار ساوا - تل جدايا الآشورية
- كنيسة مار خننيا - تل شامة الآشورية تخوما
- كنيسة ربن بثيون - تل رمان تحتاني الآشورية باز
- كنيسة مار شليطا - تل حفيان الآشورية
- كنيسة مار قرياقس - أم وغفة الآشورية تياري
- كنيسة مار كيوركيس - تل باز الآشورية باز
- كنيسة مار كيوركيس - تل كيفجي الآشورية ليويناي
- كنيسة مار بيشوع - تل شميرام الآشورية ماربوشناي
- كنيسة مار توما - أم الكيف الآشورية
- كنيسة مار أوديشو - تل طال الآشورية سارناه
- كنيسة مار قرياقس ومار شمعون برصباعي - تل بالوعة الآشورية ديز
- كنيسة مار خننيا - تل سكرة الآشورية تخوما
- كنيسة مار شمعون برصباعي - الخريطة الآشورية ايلناي
- كنيسة مار كيوركيس - تل بريج الآشورية
- كنيسة مارت شموني - تل جمعة الآشورية هلمون
- كنيسة القديسة - تل تمر الآشورية تياري

### كنائسدرعا
- كنيسة حيط - حيط _ محافظة درعا
- بازيليك القديسة ريتا - خبب
- كاتدائية خبب
- كنيسة سيدة الانتقال - خبب
- كنيسة القديس جاورجسيوس -ازرع ازرع البلد
- كنيسة مار ميخائيل -ازرع ذنيبه حي الغسانية
- كنيسة مار الياس -ازرع ازرع البلد

### كنائسالسويداء
- كنيسة الراعي الصالح - مدينة السويداء - محافظة السويداء
- كنيسة القديس جاورجيوس للروم الأرثوذكس - مدينة السويداء - محافظة السويداء
- كنيسة السيدة - الهيت - محافظة السويداء
- كنيسة مار ميخائيل - القريّا - محافظة السويداء
- كنيسة أيوب الصديق - القريّا - محافظة السويداء
- كنيسة النعمة الانجيلية - شهبا - محافظة السويداء
- كنيسة القديس جوارجيوس الكاثوليكية - شهبا - محافظة السويداء
- الكنيسة المعمدانية الانجيلية - شهبا - محافظة السويداء

### كنائسدير الزور
- كنيسة اللاتين (الكبوشية - جانب قيادة المنطقة الشرقية - وسط المدينة - دير الزور
- كنيسة الكلدان - جانب قيادة المنطقة الشرقية - وسط المدينة - دير الزور
- كنيسة السريان الاورثوذكس - جانب قيادة المنطقة الشرقية - وسط المدينة - دير الزور
- كنيسة الأربعين شهيد (الأرمن الاورثوذكس) - وسط المدينة - دير الزور
- كنيسة الأرمن الكاثوليك - وسط المدينة - دير الزور